# Weniger ist mehr
Weniger ist mehr ist ein Ausspruch, der zu einem geflügelten Wort geworden ist. Die englische Entsprechung lautet: less is more.

## Konstruktion
Die Wendung stellt auf den ersten Blick eine paradoxe und unsinnige Aussage dar, denn ein Weniger kann nicht ein Mehr sein. Die Widersprüchlichkeit ist allerdings ein bewusst gesetzter Sinnfehler. In der Rhetorik wird eine solche Konstruktion als Oxymoron bezeichnet.
Eigentlich will man mit der Wendung, dass „weniger mehr sei“ aussagen, dass ein Weniger besser sei als ein Mehr. Das wäre dann keine paradoxe Aussage, denn es sind viele Situationen vorstellbar, in denen diese Aussage sachlich richtig ist: Wenige Verzierungen an einem Möbel können besser gefallen als viele. Weniger Gift ist für den, der unbeschadet überleben möchte, besser als noch mehr davon.
In diesem Widerspruch besteht daher der Reiz eines Oxymorons: Die (unausgesprochene) Bedeutung der Äußerung ist plausibel, der Wortlaut hingegen ist unsinnig. Wer ein Oxymoron benutzt, geht davon aus, dass sowohl die eigentliche Bedeutung als auch der bewusst gesetzte Sinnfehler vom Rezipienten erkannt werden.

## Herkunft und späterer Gebrauch der Wendung
Wer der Schöpfer dieser Formulierung war, ist unbekannt. Gelegentlich wird sie Christoph Martin Wieland (1733 bis 1813) zugeschrieben. In dem Gedicht Neujahrswunsch, das 1774 erschien, finden sich am Ende folgende Zeilen, mit denen eine gewisse Weitschweifigkeit entschuldigt werden soll:
Ich sehe wohl, die Leutchen wundert,
Wie dies sich enden wird? – Verzeyht
Wenn es zu lange währet! Ich lieb in allen Sachen
Den nächsten Weg, wiewohl er zweymal oft so weit
Als jener ist, den andre Wandrer machen.
Ein guter Weg ist einen Umweg werth,
Und minder ist oft mehr, wie Lessings Prinz uns lehrt.
Man sieht, dass Wieland die Wendung „und minder ist oft mehr“ gerade nicht in dem Sinn gebracht hat, in dem man sie heute verstehen würde. Aus dem Zusammenhang der einzelnen Gedichtzeile mit den anderen ergibt sich, dass Wieland hier gerade kein Oxymoron bilden wollte, sondern vielmehr eine Ellipse: Die sinntragenden Wörter bilden kein Gegensatzpaar, sondern sie wurden ausgelassen. Demnach wäre die letzte Zeile so zu lesen: Und minder [schnell zu sein] ist oft mehr [zu raten], wie [auch] Lessings Prinz uns lehrt.
Die Formulierung less is more findet sich auch in dem Gedicht Andrea del Sarto, das Robert Browning 1855 veröffentlicht hat.
Populär wurde der Ausdruck less is more unter Architekten, Designern und anderen Künstlern des frühen 20. Jahrhunderts: Ludwig Mies van der Rohe hatte die Formulierung aufgegriffen, um damit seine Vorstellung vom Bauen auszudrücken, da er schmückende Verzierungen ablehnte und schlichte, einfache Formen bevorzugte. Van der Rohe wurde jedenfalls zu einem führenden Mann in einer Künstlergruppe, die man später als Minimalisten bezeichnete, und Mies van der Rohes less is more wurde mit der Zeit zu einer Parole und zu einem Kampfbegriff. Gelegentlich wurde die Wendung auch verballhornt, beispielsweise zu less is a bore. („weniger ist langweilig“).

## Abwandlungen
- „Perfektion ist nicht dann erreicht, wenn man nichts mehr hinzufügen, sondern nichts mehr weglassen kann“ (Antoine de Saint-Exupéry).[6]
- „Mehr ist nicht weniger“ (Robert Venturi)[7]
- „[…] man möchte sagen: das Einfache ist nicht immer das Beste; aber das Beste ist immer einfach […]“ (Heinrich Tessenow)[8][9]
- „Mache die Dinge so einfach wie möglich – aber nicht einfacher.“ (Albert Einstein)
- „Reduce to the max“ (Werbebotschaft von Mercedes-Benz für den Smart)
- „Mein Leitspruch bis heute: Weniger, aber besser.“ (Dieter Rams)[10][11]
- Blaise Pascal führte als Entschuldigung für einen allzu langen Brief an, dass er eben keine Zeit hatte, sich kürzer zu fassen. In einem Postskriptum zu seinem langen Brief heißt es: „Ehrwürdige Väter, meine Briefe pflegen nicht so schnell aufeinander zu folgen und auch nicht so lang zu sein. Die wenige Zeit, die ich hatte, ist Ursache von dem einen wie von dem andern. Ich habe diesen Brief nur deshalb etwas länger gemacht, weil ich nicht Muße hatte ihn kürzer zu machen. Der Grund, warum ich zu eilen genöthiget war, ist Ihnen besser bekannt als mir.“ (Blaise Pascal)[12]
- „Keep it simple.“ (Alfred Eisenstaedt)[13]
- „Sophisticatedly simple“ (Arnold Zellner)[14]

## Gegenposition
- „If less is more, maybe nothing is everything.“ (Rem Koolhaas[15])
- „Less or more – what a bore“ (1999: Tom Stark[16])
- „LESS function IS MORE fun.“ (1995: Stiletto Studios[17])